# Geert Plender
Geert Plender (13 november 1984) is een Nederlands marathonschaatser en inline-skater. In 2013 werd hij tweede op het Open Nederlands kampioenschappen marathon op natuurijs op de Weissensee over 100 km. In hetzelfde jaar werd hij derde in de Aart Koopmans Memorial.
Plender schaatst bij het Team Van Werven. Hij is A-rijder sinds 2006. In dat jaar won hij al een wedstrijd. Naast het schaatsen is Plender werkzaam als tekstschrijver en freelancejournalist. In 2015 verscheen zijn boek Geloven in topsport waarin hij als ervaringsdeskundige de vraag aan de lezer voorlegt hoe om te gaan met gekregen talenten in een wereld die vaak alleen om eigen eer en glorie lijkt te draaien.